# ヨークシャー・アンド・ザ・ハンバー
ヨークシャー・アンド・ザ・ハンバー（Yorkshire and the Humber）は、イングランドを構成する9つのリージョン（地域）の一つ。

## 含まれる地域
- サウス・ヨークシャー
- ウェスト・ヨークシャー
- ノース・ヨークシャー
- イースト・ライディング・オブ・ヨークシャー
- ノース・リンカンシャー
- ノース・イースト・リンカンシャー